# Mount Sweatt
Mount Sweatt ist ein 2540 m hoher Berg im westantarktischen Marie-Byrd-Land. In der Wisconsin Range der Horlick Mountains ragt er 10,5 km nordöstlich des Mount Soyat aus einem Gebirgskamm zwischen dem Hueneme- und dem Norfolk-Gletscher auf.
Der United States Geological Survey kartierte den Berg anhand eigener Vermessungen und mittels Luftaufnahmen der United States Navy aus den Jahren zwischen 1960 und 1964. Das Advisory Committee on Antarctic Names benannte ihn 1967 nach Earl E. Sweatt (* 1935), Bauelektriker auf der McMurdo-Station im Jahr 1961.